# Vilamoura Challenger 1989
Il Vilamoura Challenger 1989 è stato un torneo di tennis facente parte della categoria ATP Challenger Series nell'ambito dell'ATP Challenger Series 1989. Il torneo si è giocato a Vilamoura in Portogallo dal 20 al 26 marzo 1989 su campi in cemento.

## Vincitori

### Singolare
Nuno Marques ha battuto in finale  Alex Antonitsch con il punteggio di 6–1, 4–6, 6–3

### Doppio
Marcos Górriz /  Borja Uribe-Quintana hanno battuto in finale  Simone Colombo /  David Felgate con il punteggio di 7–6, 6–1